# Daenikera
- Commons
- Wikispecies

Daenikera é um género botânico pertencente à família Santalaceae.